# Cyclomètre

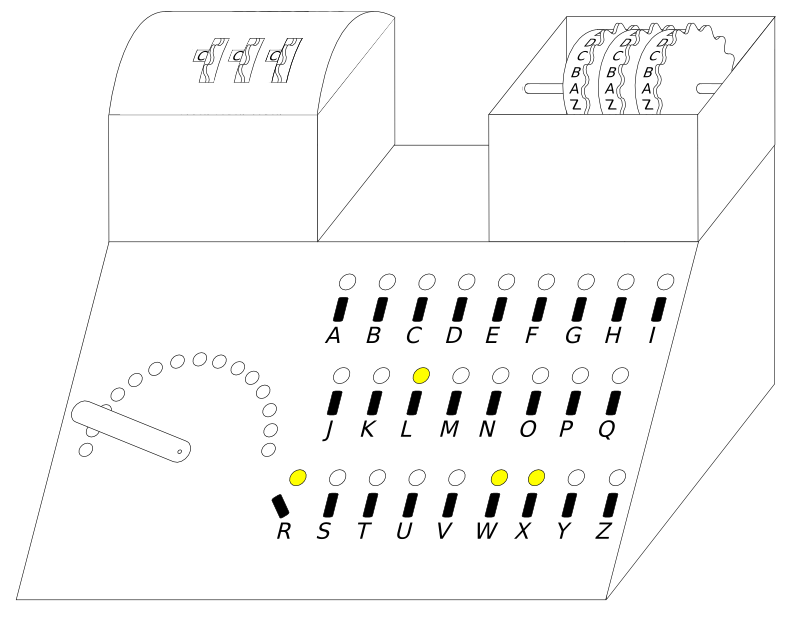
Cyclomètre inventé au milieu des années 1930 par Rejewski pour cataloguer la structure des permutations circulaires d'Enigma.
1. En haut à la gauche, le couvercle des rotors est fermé
2. En haut à la droite, le couvercle des rotors est ouvert
3. En bas à la gauche, le rhéostat
4. En bas à la droite, des lampes sont allumées, d'autres éteintes
5. En bas à la droite, des interrupteurs rotatifs
6. En bas à la droite, les lettres.

Un cyclomètre est un dispositif cryptologique conçu « probablement en 1934 ou 1935 » par le cryptologue polonais Marian Rejewski du Biuro Szyfrów pour faciliter le déchiffrement des codes allemands de la machine Enigma.

### Citations originales
1. ↑  (en) « probably in 1934 or 1935 »